# Glyptothorax buchanani
Glyptothorax buchanani és una espècie de peix de la família dels sisòrids i de l'ordre dels siluriformes.

## Distribució geogràfica
Es troba a la conca del riu Chao Phraya (Tailàndia).